# 2012年热带风暴诺曼
热带风暴诺曼（英語：Tropical Storm Norman）是2012年9月在墨西哥西部引发轻度洪灾，同时在德克萨斯州部分地区产生创纪录雨量的一场热带风暴，也是2012年太平洋飓风季形成的第14个热带气旋和第14个获命名的风暴，于9月28日清晨在下加利福尼亚州最南端附近海域成型。并在当天达到风力时速85公里的最高强度。气旋北上进入加利福尼亚湾，并且当晚就因西南向风切变和陆地的影响开始减弱。风暴蜿蜒朝西北方向前进，于9月29日清晨弱化成热带低气压。诺曼此时一度从锡那罗亚州托波洛班波附近登陆，但很快就回到加利福尼亚湾上空。9月29日晚，气旋退化成残留低气压区。
面对风暴威胁，气象机构向墨西哥太平洋沿岸部分地区发布热带风暴警告。墨西哥多个州分别进入橙色、蓝色、绿色和蓝色预警状态。该国共开设约553个避难所，但前去躲避的仅有65人。诺曼在科利马州、哈利斯科州、纳亚里特州、锡那罗亚州、南下加利福尼亚州、杜兰戈州和萨卡特卡斯州降下暴雨，南下加利福尼亚州发生泥石流和洪灾，导致许多道路无法通行，并以拉巴斯情况严重。锡那罗亚州多条街道被洪水淹没，约150户家庭被迫离开家园，当地还有约24辆汽车被水卷走。风暴残留在德克萨斯州部分地区产生的降雨量创下新纪录，该州发生洪灾，海斯县温布利有部分道路被淹。另外，还有一名女性因车在路上被洪水卷走而遇难。

## 气象历史
9月12日，一股东风波离开非洲西岸进入大西洋，在向西穿越大西洋盆地期间没有发展出显著的深层对流。9月23日，东风波已抵达东太平洋，其中的降水和雷暴活动在接下来几天里开始增长。9月25日行进至阿卡普尔科附近海域时，系统再度出现对流爆发，估计这很可能是因为受到热带辐合带影响。美国国家飓风中心在此期间开始针对系统发布热带天气展望，之后每六小时更新一次，指出有发展潜力的扰动天气并预测未来48小时的发展。9月26日，东风波分裂成两部分，其中偏北面的部分朝西北方向逼近墨西哥西南海岸。到了9月27日，系统已组织起足够的深层对流，风速也达到热带风暴强度，只是散射仪所测数据表明其内部还缺少闭合环流。9月27日发布的热带天气展望预测系统很可能发展成热带气旋，但由于系统逐渐逼近陆地，气象部门又在之后的展望中调低对热带气旋形成的预期。
9月28日，卫星及船只观测数据表明系统内已存在闭合环流。协调世界时早上6点，热带风暴诺曼在卡波圣卢卡斯（Cabo San Lucas）东南方向约185公里洋面成型。美国国家飓风中心起初预计风暴会在小幅增强后于9月29日登陆，再在次日消散。但气旋实际上在9月28日中午12点成为热带气旋，接下来继续强化，达到风力时速85公里的最高强度。此后，诺曼开始从西侧的上层低气压区和墨西哥湾上空的中层高压脊之间北上。9月28日晚，风暴进入加利福尼亚湾，并因受陆地和风切变显著增多的影响而开始减弱。气旋云层格局在此期间略趋混乱，对流也逐渐同环流分离。9月29日清晨，诺曼蜿蜒朝西北前进，其环流中心已难以定位，组织结构也变得非常混乱，因此降级成热带低气压。9月29日早上5点，气旋以持续风速每小时55公里强度从锡那罗亚州托波洛班波（Topolobampo）附近登陆，但很快就又回转朝西北偏西方向移动，再度返回加利福尼亚湾。9月29日中午12点，诺曼退化成残留低气压区，这片低气压区缓慢朝西南偏西方向前进，最终于9月30日在南下加利福尼亚州洛雷托附近上空逐渐消散。

## 防灾措施和影响
9月28日下午15点，墨西哥政府向锡那罗亚州拉克鲁斯（La Cruz）到索诺拉州瓦塔万波（Huatabampo）之间的太平洋沿岸地区发布热带风暴警告，再于次日清晨取消。锡那罗亚州部分地区进入橙色警报（高风险）状态，南下加利福尼亚州接到黄色警报，索诺拉州南部收到绿色警报，索诺拉州中北部、杜兰戈州、奇瓦瓦州和萨卡特卡斯州则接获最低风险级别的蓝色预警信号。政府出动400名军人赶赴拉巴斯和洛斯卡沃斯，据该州民防部门负责人卡洛斯·恩里克斯·吕康（Carlos Enriquez Rincon）所述，州内有500所学校可以充当临时避难所，足以容纳约三万人，但风暴来袭当晚前往避难所躲避的仅有65人。此外，有关部门还为当地居民送去共计5000个食品包裹。墨西哥本土方面，库利亚坎当局开设53个避难所，足以容纳7000余人。此外，全墨西哥共有五个州的学校停课。

9月30日，诺曼的残留湿气位于美国上空。

热带风暴诺曼在科利马州、哈利斯科州、纳亚里特州、锡那罗亚州、南下加利福尼亚州、杜兰戈州和萨卡特卡斯州产生极端降水。卡波圣卢卡斯和圣荷西卡波（San Jose del Cabo）两座港口都禁止船只进出和各种水上活动，其中卡波圣卢卡斯所测浪高达4.6至6.1米。拉巴斯有至少24辆汽车被泥石流或洪水卷走。不过，气旋在锡那罗亚州产生的雨水还不足以令全州十一座水库水位大幅上涨，平均蓄水量仅从42.5%上升到42.6%。马萨特兰附近一艘船只倾覆，船上八名渔民获救。起初有五位渔民被报失踪，但都在风暴过去后生还，当地还有部分街道被淹。墨西哥本土沿海地区的两个渔村共有150户家庭疏散。气旋过后，洛斯卡沃斯、安戈斯图拉（Angostura）和纳沃拉托宣布进入紧急状态。
诺曼的残留在德克萨斯州部分地区产生的降雨量创下新纪录。札瓦拉县的拉普赖尔（La Pryor）降雨总量达210毫米，比其他任何地点都高。奥斯汀马布里营（Camp Mabry）的24小时降雨量达到35毫米，打破1985年所创的日降雨量纪录。不过，德克萨斯州中部大范围地区的降雨量低于预期。海斯县温布利（Wimberley）有部分道路因洪水临时封闭。纳科多奇斯县有一辆汽车在路上被洪水卷走，车上一名女性因此丧生。此外，科珀斯克里斯蒂区域还收到龙卷风警告。